# Northwest Stadium
O Northwest Stadium é um estádio de futebol americano, localizado em Landover, no estado de Maryland, Estados Unidos. Tem capacidade para 82,000 mil lugares. É a casa do time de futebol americano Washington Commanders‎ da NFL.
Inaugurado em 1997 com o nome de Jack Kent Cooke Stadium (em homenagem ao antigo dono do time), em Novembro de 1999, a empresa de entregas FedEx adquiriu (por US$ 7,6 milhões/ano) o direito de dar o nome ao estádio. Porém alguns torcedores chamam o estádio de Big Jack.
Substituiu o RFK Stadium como casa do Washington Commanders‎ (na época a equipe era chamada de Redskins). O único problema é a grande procura dos ingressos para toda a temporada do time no FedEx Field. Apesar de ser o maior estádio da NFL, a lista de espera chega a 10 anos.
O recorde de público do estádio ocorreu em 18 de Dezembro de 2005, quando o Washington Redskins venceu o Dallas Cowboys por 35 a 17, assitidos por 90.588 torcedores.
Apesar de não ser usado normalmente para o futebol (o DC United, da MLS, manda seus no RFK Stadium), recebeu 6 jogos da Copa do Mundo de Futebol Feminino de 1999, entre eles, duas Quartas de Final.
Em 28 de fevereiro de 2024, a FedEx anunciou que havia rescindido seu contrato de naming rights antes de seu vencimento em 2026. O estádio foi temporariamente conhecido como Commanders Field até um acordo com a Northwest Federal Credit Union foi anunciado em 27 de agosto de 2024, sendo renomeado Northwest Stadium.

## Jogos da Copa do Mundo Feminina de 1999
- 23 de Junho: Grupo C Noruega 7 - 1 Canadá
- 23 de Junho: Grupo D Austrália 1 - 3 Suécia
- 27 de Junho: Grupo A Nigéria 2 - 0 Dinamarca
- 27 de Junho: Grupo B Alemanha 3 - 3 Brasil
- 1 de Julho: Quartas de Final Estados Unidos 3 - 2 Alemanha
- 1 de Julho: Quartas de Final Brasil 4 - 3 Nigéria